# Moritz Goldstein

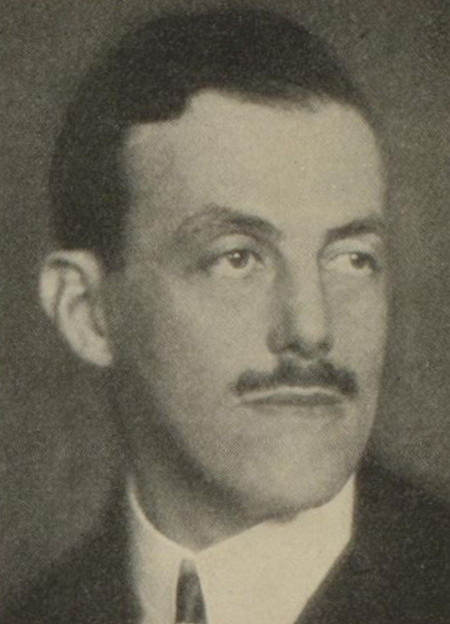
Moritz Goldstein, um 1927

Moritz Goldstein (geboren 27. März 1880 in Berlin; gestorben 3. September 1977 in New York) war ein deutsch-amerikanischer Schriftsteller und Journalist.

## Leben
Moritz Goldstein studierte ein Semester Germanistik in München und die übrige Zeit in Berlin. Er promovierte 1906 zum Dr. phil. und war 1907–1914 Herausgeber der Goldenen Klassikerbibliothek. 1912 erschien in der Zeitschrift Der Kunstwart Goldsteins Aufsatz „Der deutsch-jüdische Parnass“, in dem er die endgültig vollzogene deutsch-jüdische Symbiose in Frage stellte, und hiermit eine lebhafte Diskussion auslöste.
Von 1915 bis 1918 war er Soldat im Ersten Weltkrieg. Obwohl Goldstein eigentlich hatte Dramatiker werden wollen, arbeitete er vorwiegend als Journalist. Das tat er meist bei Blättern des Ullstein-Verlages. Ab 1918 war er Mitarbeiter der Vossischen Zeitung in den Redaktionen Politik, Feuilleton und Lokales. Nach dem Tod des Gerichtsreporters Paul Schlesinger ernannte der Chefredakteur Georg Bernhard 1928 Goldstein zum Leiter des Ressorts Justiz. Goldstein arbeitete von da ab als Gerichtsreporter. Insgesamt verfasste er als Journalist über tausend Artikel, Feuilletons, Berichte, Glossen und Rezensionen. 1933 wegen seiner jüdischen Herkunft vom Ullstein Verlag entlassen, ging er zunächst nach Italien.
In Florenz gründete Goldstein 1933 zusammen mit Werner Peiser das Landschulheim Florenz, dessen wirtschaftlicher Leiter er bis 1936 blieb. Von 1936 bis 1939 leitete er zusammen mit seiner Frau eine Pension in Forte dei Marmi und emigrierte von hier aus über Frankreich nach England. 1947 erfolgte die Übersiedlung nach New York, 1953 erhielt er die US-amerikanische Staatsbürgerschaft.

## „Inquit“
Goldstein, mit dem Redaktionskürzel „Inquit“ (lateinisch „er sagt“), war neben Paul Schlesinger („Sling“) und Gabriele Tergit der bekannteste und bedeutendste Gerichtsreporter der Weimarer Republik.

## Die Kunstwart-Debatte
Moritz Goldstein löste 1912 die „Kunstwart-Debatte“ aus. Mit seinem Aufsatz „Deutsch-jüdischer Parnass“, der im März 1912 in der nationalkonservativen Zeitschrift "Der Kunstwart" veröffentlicht wurde, erregte Goldstein eine sehr kontroverse Diskussion. Denn in ihm sprach er seine Zweifel an der endgültigen Integration und Assimilation der jüdischen Bevölkerung in Deutschland aus. Er wirft den Juden vor, diese Tatsache nicht nur zu leugnen, sondern sogar "ängstlich darüber zu wachen", von den anderen nicht als Juden erkannt zu werden. Als ganz besonders empörend wurde Goldsteins These empfunden, die er in seinem Aufsatz „Deutsch-jüdischer Parnass“ aussprach: "Wir Juden verwalten den geistigen Besitz eines Volkes, das uns die Berechtigung und die Fähigkeit dazu abspricht". Nach Erscheinen des Aufsatzes stellte Ferdinand Avenarius, der Herausgeber des „Kunstwarts“ seine Zeitschrift für eine Diskussion zur Verfügung. Auch in der jüdischen Presse wurde der Aufsatz lebhaft diskutiert. Die öffentlich geführte Auseinandersetzung um diese Äußerung offenbarte die Identitätskrisen vieler im letzten Drittel des 19. Jahrhunderts geborener Juden in Deutschland. Sie lehnten die herkömmlichen Identifikationsmuster „Judentum“ und „Deutschtum“ ab, an deren Stelle sie neue Orientierungs- und Positionierungsmodelle entwarfen. Die "Zionisten" aber waren begeistert, die "Deutschen Staatsbürger jüdischen Glaubens" jedoch protestierten, und die Antisemiten nutzten den Aufsatz für ihre Zwecke aus.
Die Kunstwart-Debatte fand ein Echo in Max Horkheimers Aufsatz "Die Juden und Europa" (1939), der den Aufsatz gleichen Titels von Moritz Goldstein vor dem Hintergrund der Verfolgung der Juden im NS-Deutschland aktualisierte.

## Werke (Auswahl)
Bücher:
- Die Technik der zyklischen Rahmenerzählungen Deutschlands. Von Goethe bis Hoffmann. Dissertation. Berlin 1906.
- Begriff und Programm einer jüdischen Nationalliteratur. Jüdischer Verlag, Berlin 1913.
- Die Gabe Gottes. Komische Tragödie in 3 Aufzügen . Oesterheld Verlag, Berlin 1919.
- Der Wert des Zwecklosen. Sybillen Verlag, Dresden 1920.
- Die zerbrochene Erde, 1927 (Novellen, unter dem Pseudonym "Michael Osten")
- Katastrophe. Novellen. Kunstkammer M. Wasservogel, Berlin 1927.
- Der verlorene Vater. Schauspiel in 5 Aufzügen . M. Wasservogel, Berlin 1927.
- Führers must fall. A study of the phenomenon of power from Caesar to Hitler. Übersetzung ins Englische E. W. Dickes. W. H.Allan & Co, London 1942.
- Berliner Jahre - Erinnerungen 1880–1933. (= Dortmunder Beiträge zur Zeitungsgeschichte. Band 25). Verlag Dokumentation, München 1977, ISBN 3-7940-2525-3. (Memoiren)
- George Grosz freigesprochen – Gerichtsreportagen aus der Weimarer Republik. Hrsg. Manfred Voigt; Till Schicketanz. Philo - Verlag, Hamburg 2005, ISBN 3-86572-363-2.

Aufsatz:
- Deutsch-Jüdischer Parnaß. In  Der Kunstwart. 11/1912, S. 281–294.